# Wildest Dreams Tour
Wildest Dreams Tour – piąta trasa koncertowa amerykańskiej wokalistki Tiny Turner. Trasa trwała od 1 maja 1996 do 10 sierpnia 1997 roku. Składały się na nią rekordowe 250 koncertów (152 w Europie, 76 w Ameryce Północnej, 18 w Australii, 4 w Afryce). Nagrano koncert w Amsterdamie dostępny na VHS i DVD pod tytułem „Tina Live in Amsterdam – Wildest Dreams Tour”. Trasa przyniosła 130 milionów dolarów zysku. Trasa ta, związana z albumem Wildest Dreams, była jedną z trzech tras podczas których Tina Turner odwiedziła Polskę.

## Zespół
- Tina Turner – wokal;
- James Ralston – gitara, wokal pomocniczy;
- John Miles – gitara, wokal pomocniczy;
- Bob Feit – gitara basowa;
- Warren McRae – gitara basowa (od marca 1997);
- Jack Bruno – perkusja;
- Timmy Cappello – perkusja, instrumenty klawiszowe, saksofon, wokal pomocniczy;
- Ollie Marland – instrumenty klawiszowe, wokal pomocniczy;
- Kenny Moore – fortepian, wokal pomocniczy
- Chuckii Booker – fortepian, wokal pomocniczy (zastąpił Kennyego Moore’a po jego śmierci w marcu 1997)
- Karen Owens – chórek;
- Sharon Owens – chórek;
- Synthia Davila – chórek.

## Lista utworów
1. Whatever You Want – wejście: Tina zaczyna śpiewać, będąc jeszcze poza sceną
2. Do What You Do
3. Thief Of Hearts / River Deep Mountain High
4. On Silent Wings / Missing You
5. Missing You / In Your Wildest Dreams
6. In Your Wildest Dreams/ Goldeneye
7. Goldeneye / Private Dancer
8. River Deep Mountain High / We Don't Need Another Hero
9. Private Dancer / Let’s Stay Together
10. We Don't Need Another Hero / Undercover Agent For The Blues
11. Let’s Stay Together / I Can't Stand The Rain
12. Undercover Agent For The Blues / Steamy Windows
13. Steamy Windows/ Better Be Good To Me / Givin' It Up For Your Love
14. Better Be Good To Me / Addicted To Love
15. Addicted To Love / The Best
16. The Best / What’s Love Got To Do With It
17. What’s Love Got To Do With It / Proud Mary
18. Proud Mary / Nutbush City Limits
19. Nutbush City Limits / On Silent Wings
20. Unfinished Sympathy / Dancing In My Dreams / On Silent Wings
21. Dancing In My Dreams / Something Beautiful Remains

### Afryka
- 20/04/1996 FNB Stadium – Johannesburg
- 21/04/1996 FNB Stadium - Johannesburg
- 23/04/1996 FNB Stadium - Johannesburg
- 24/04/1996 FNB Stadium - Johannesburg

### Europa
- 01/05/1996 Ischgl – Austria
- 03/05/1996 Palais Omnisports de Bercy – Paryż, Francja
- 04/05/1996 Palais Omnisports de Bercy – Paryż, Francja
- 05/05/1996 Palais Omnisports de Bercy – Paryż, Francja
- 09/05/1996 Flanders Expo Center – Gandawa, Belgia
- 10/05/1996 Flanders Expo Center – Gandawa, Belgia
- 11/05/1996 Flanders Expo Center – Gandawa, Belgia
- 12/05/1996 Flanders Expo Center – Gandawa, Belgia
- 13/05/1996 Flanders Expo Center – Gandawa, Belgia
- 16/05/1996 Ahoy – Rotterdam, Holandia
- 17/05/1996 Ahoy – Rotterdam, Holandia
- 18/05/1996 Ahoy – Rotterdam, Holandia
- 19/05/1996 Ahoy – Rotterdam, Holandia
- 23/05/1996 Ahoy – Rotterdam, Holandia
- 24/05/1996 Ahoy – Rotterdam, Holandia
- 25/05/1996 Ahoy – Rotterdam, Holandia
- 26/05/1996 Ahoy – Rotterdam, Holandia
- 27/05/1996 Sports Arena – Kolonia, Niemcy
- 28/05/1996 Deutschlandhalle – Berlin, Niemcy
- 29/05/1996 AWD-Arena – Hanower, Niemcy
- 30/05/1996 Olympiahalle – Monachium, Niemcy
- 31/05/1996 Olympiahalle – Monachium, Niemcy
- 01/06/1996 Olympiahalle – Monachium, Niemcy
- 02/06/1996 Olympiahalle – Monachium, Niemcy
- 06/06/1996 Globe Arena – Sztokholm, Szwecja
- 07/06/1996 Globe Arena – Sztokholm, Szwecja
- 08/06/1996 Globe Arena – Sztokholm, Szwecja
- 09/06/1996 Scandinavium – Göteborg, Szwecja
- 12/06/1996 Oslo Spektrum – Oslo, Norwegia
- 12/06/1996 Oslo Spektrum – Oslo, Norwegia
- 12/06/1996 Oslo Spektrum – Oslo, Norwegia
- 12/06/1996 Oslo Spektrum – Oslo, Norwegia
- 16/06/1996 Weserstadion – Brema, Niemcy
- 21/06/1996 Parken – Kopenhaga, Dania
- 22/06/1996 AOL Arena – Hamburg, Niemcy
- 23/06/1996 Ostseestadion – Rostock, Niemcy
- 25/06/1996 Le Zénith – Nancy, Francja
- 28/06/1996 Croke Park – Dublin, Irlandia
- 30/06/1996 Murrayfield Stadium – Edynburg, Wielka Brytania
- 04/07/1996 Praterstadion – Wiedeń, Austria
- 05/07/1996 St. Jakob-Stadion – Bazylea, Szwajcaria
- 07/07/1996 Stadio Olimpico – Rzym, Włochy
- 10/07/1996 Praterstadion – Wiedeń, Austria
- 12/07/1996 Gateshead International Stadium – Gateshead, Wielka Brytania
- 13/07/1996 Alton Towers – Staffordshire, Wielka Brytania
- 14/07/1996 Cardiff Arms Park – Cardiff, Wielka Brytania
- 18/07/1996 Don Valley Stadium – Sheffield, Wielka Brytania
- 20/07/1996 Wembley Stadium – Londyn, Wielka Brytania
- 21/07/1996 Wembley Stadium – Londyn, Wielka Brytania
- 24/07/1996 Le Zénith – Nîmes, Francja
- 25/07/1996 Le Zénith – Nîmes, Francja
- 27/07/1996 Müngersdorfer Stadion – Kolonia, Niemcy
- 28/07/1996 Wildpark Stadion – Karlsruhe, Niemcy
- 01/08/1996 Waldbuhne – Berlin, Niemcy
- 02/08/1996 Waldbuhne – Berlin, Niemcy
- 03/08/1996 Waldbuhne – Berlin, Niemcy
- 04/08/1996 Waldbuhne – Berlin, Niemcy
- 07/08/1996 Stadion Olimpijski w Helsinkach – Helsinki, Finlandia
- 08/08/1996 Football Stadium – Kolding, Dania
- 09/08/1996 Ullevi – Göteborg, Szwecja
- 10/08/1996 Oslo Spektrum – Oslo, Norwegia
- 11/08/1996 Oslo Spektrum – Oslo, Norwegia
- 21/08/1996 Népstadion – Budapeszt, Węgry
- 22/08/1996 Bohemians – Praga, Czechy
- 23/08/1996 stadion Gwardii Warszawa – Warszawa
- 26/08/1996 Flanders Expo Center – Gandawa, Belgia
- 27/08/1996 Flanders Expo Center – Gandawa, Belgia
- 29/08/1996 Flanders Expo Center – Gandawa, Belgia
- 30/08/1996 Flanders Expo Center – Gandawa, Belgia
- 31/08/1996 Flanders Expo Center – Gandawa, Belgia
- 01/09/1996 Flanders Expo Center – Gandawa, Belgia
- 02/09/1996 Flanders Expo Center – Gandawa, Belgia
- 04/09/1996 Football Stadium – Luksemburg
- 06/09/1996 Amsterdam Arena – Amsterdam, Holandia
- 07/09/1996 Amsterdam Arena – Amsterdam, Holandia
- 08/09/1996 Amsterdam Arena – Amsterdam, Holandia
- 11/09/1996 Palais Omnisports de Bercy – Paryż, Francja
- 12/09/1996 Palais Omnisports de Bercy – Paryż, Francja
- 13/09/1996 Palais Omnisports de Bercy – Paryż, Francja
- 14/09/1996 Lieven Stadium – Lille, Francja
- 15/09/1996 San Jordi – Barcelona, Hiszpania
- 17/09/1996 San Jordi – Barcelona, Hiszpania
- 18/09/1996 San Jordi – Barcelona, Hiszpania
- 19/09/1996 Forum – Mediolan, Włochy
- 20/09/1996 BJK İnönü Stadı – Stambuł, Turcja
- 22/09/1996 Restelo Stadium – Lizbona, Portugalia
- 25/09/1996 Forum – Mediolan, Włochy
- 26/09/1996 Forum – Mediolan, Włochy
- 27/09/1996 Palasport Arena – Bolonia, Włochy
- 28/09/1996 Palasport Arena – Bolonia, Włochy
- 30/09/1996 Tony Garnier Arena – Lyon, Francja
- 02/10/1996 Olympiahalle – Monachium, Niemcy
- 03/10/1996 Olympiahalle – Monachium, Niemcy
- 04/10/1996 Olympiahalle – Monachium, Niemcy
- 05/10/1996 Olympiahalle – Monachium, Niemcy
- 06/10/1996 Olympiahalle – Monachium, Niemcy
- 07/10/1996 Olympiahalle – Monachium, Niemcy
- 10/10/1996 Ostee Arena – Kilonia, Niemcy
- 11/10/1996 Ostee Arena – Kilonia, Niemcy
- 12/10/1996 Messe Arena – Hanower, Niemcy
- 13/10/1996 Messe Arena – Hanower, Niemcy
- 17/10/1996 M.E.C.C. – Maastricht, Holandia
- 18/10/1996 Messe Arena – Lipsk, Niemcy
- 19/10/1996 Messe Arena – Lipsk, Niemcy
- 20/10/1996 Messe Arena – Lipsk, Niemcy
- 23/10/1996 Messe Arena – Tulon, Francja
- 25/10/1996 Westfalenhalle – Dortmund, Niemcy
- 26/10/1996 Westfalenhalle – Dortmund, Niemcy
- 27/10/1996 Westfalenhalle – Dortmund, Niemcy
- 01/11/1996 Hallenstadion – Zurych, Szwajcaria
- 02/11/1996 Hallenstadion – Zurych, Szwajcaria
- 05/11/1996 Stadion Dinamo Moskwa – Moskwa, Rosja
- 06/11/1996 Stadion Dinamo Moskwa – Moskwa, Rosja
- 07/11/1996 Stadion Dinamo Moskwa – Moskwa, Rosja
- 09/11/1996 Martin Schleyer Halle – Stuttgart, Niemcy
- 10/11/1996 Martin Schleyer Halle – Stuttgart, Niemcy
- 13/11/1996 Fest Arena – Frankfurt nad Menem, Niemcy
- 14/11/1996 Fest Arena – Frankfurt nad Menem, Niemcy
- 15/11/1996 Fest Arena – Frankfurt nad Menem, Niemcy
- 16/11/1996 Fest Arena – Frankfurt nad Menem, Niemcy
- 18/11/1996 Wembley Stadium – Londyn, Wielka Brytania
- 19/11/1996 Wembley Stadium – Londyn, Wielka Brytania
- 20/11/1996 Wembley Stadium – Londyn, Wielka Brytania
- 21/11/1996 Wembley Stadium – Londyn, Wielka Brytania
- 23/11/1996 Thialf – Heerenveen, Holandia
- 24/11/1996 Thialf – Heerenveen, Holandia
- 25/11/1996 Westfalen Arena – Dortmund, Niemcy
- 28/11/1996 Sheffield Arena – Sheffield, Wielka Brytania
- 29/11/1996 Sheffield Arena – Sheffield, Wielka Brytania
- 30/11/1996 Sheffield Arena – Sheffield, Wielka Brytania
- 01/12/1996 SECC – Glasgow, Wielka Brytania
- 02/12/1996 SECC – Glasgow, Wielka Brytania
- 04/12/1996 MEN Arena – Manchester, Wielka Brytania
- 05/12/1996 MEN Arena – Manchester, Wielka Brytania
- 06/12/1996 MEN Arena – Manchester, Wielka Brytania
- 07/12/1996 MEN Arena – Manchester, Wielka Brytania
- 10/12/1996 NEC Arena – Birmingham, Wielka Brytania
- 11/12/1996 NEC Arena – Birmingham, Wielka Brytania
- 12/12/1996 NEC Arena – Birmingham, Wielka Brytania
- 13/12/1996 NEC Arena – Birmingham, Wielka Brytania
- 14/12/1996 NEC Arena – Birmingham, Wielka Brytania
- 16/12/1996 Wembley Stadium – Londyn, Wielka Brytania
- 17/12/1996 Wembley Stadium – Londyn, Wielka Brytania
- 18/12/1996 Wembley Stadium – Londyn, Wielka Brytania
- 19/12/1996 Wembley Stadium – Londyn, Wielka Brytania

### Australia
- 27/02/1997 Manuka Oval – Canberra, Australia
- 03/03/1997 Silverdome – Launceston, Australia
- 04/03/1997 Derwent Entertainment Centre – Hobart, Australia
- 05/03/1997 Derwent Entertainment Centre – Hobart, Australia
- 08/03/1997 Entertainment Center – Newcastle, Australia
- 11/03/1997 Sydney Entertainment Centre – Sydney, Australia
- 12/03/1997 Sydney Entertainment Centre – Sydney, Australia
- 15/03/1997 Brisbane Entertainment Centre – Brisbane, Australia
- 18/03/1997 Rod Laver Arena – Melbourne, Australia
- 19/03/1997 Rod Laver Arena – Melbourne, Australia
- 21/03/1997 Rod Laver Arena – Melbourne, Australia
- 25/03/1997 Dairy Farmers Stadium – Townsville, Australia
- 25/03/1997 Rum Stadium – Cairns, Australia
- 29/03/1997 Marrara Hockey Arena – Darwin, Australia
- 31/03/1997 Adelaide Entertainment Centre – Adelaide, Australia
- 03/04/1997 Perth Entertainment Centre – Perth, Australia
- 04/04/1997 Perth Entertainment Centre – Perth, Australia
- 05/04/1997 Perth Entertainment Centre – Perth, Australia

### Ameryka Północna
- 01/05/1997 Woodlands Pavilion – Houston
- 02/05/1997 Woodlands Pavilion – Houston
- 03/05/1997 Frank Erwin Center – Austin
- 04/05/1997 Starplex Amphitheater – Dallas
- 06/05/1997 Tingley Coliseum – Albuquerque
- 07/05/1997 America West Arena – Phoenix
- 09/05/1997 San Diego Sports Arena – San Diego
- 10/05/1997 MGM Grand – Las Vegas
- 12/05/1997 Greek Theater – Los Angeles
- 13/05/1997 Greek Theater – Los Angeles
- 14/05/1997 Greek Theater – Los Angeles
- 15/05/1997 Greek Theater – Los Angeles
- 16/05/1997 Greek Theater – Los Angeles
- 17/05/1997 Arrow Head Pond – Anaheim
- 18/05/1997 Greek Theater – Los Angeles
- 20/05/1997 Selland Arena – Fresno
- 21/05/1997 Chronicle Pavilion – Concord
- 22/05/1997 ARCO Arena – Sacramento
- 23/05/1997 Shoreline Amphitheater – Mountain View
- 24/05/1997 Gorge Amphitheater – George
- 25/05/1997 Gorge Amphitheater – George
- 25/05/1997 GM Place – Vancouver, Kanada
- 29/05/1997 Delta Center – Salt Lake City
- 30/05/1997 Fiddler’s Amphitheater – Denver
- 31/05/1997 Fiddler’s Amphitheater – Denver
- 01/06/1997 Northrop Auditorium – Minneapolis
- 02/06/1997 Sand Stone Amphitheater – Kansas City
- 03/06/1997 Riverport Amphitheater – Saint Louis
- 06/06/1997 Star Wood Amphitheater – Nashville
- 07/06/1997 Pyramid – Memphis
- 08/06/1997 UNO Lake Front Arena – Nowy Orlean
- 11/06/1997 Coral Sky Amphitheater West – Palm Beach
- 12/06/1997 Orlando Arena – Orlando
- 13/06/1997 St. Pete Times Forum – Tampa
- 14/06/1997 Lake Wood Amphitheater – Atlanta
- 15/06/1997 Lake Wood Amphitheater – Atlanta
- 16/06/1997 Charleston Coliseum – North Charleston
- 17/06/1997 Thompson Boling Arena – Knoxville
- 18/06/1997 Walnut Creek Amphitheater – Raleigh
- 19/06/1997 Blockbuster Pavilion – Charlotte
- 20/06/1997 Classic Amphitheatre at Strawberry Hill – Richmond
- 21/06/1997 Nissan Pavilion – Bristow
- 22/06/1997 Polaris Amphitheater – Columbus
- 23/06/1997 Pine Knob Music Theater – Detroit
- 24/06/1997 Pine Knob Music Theater – Detroit
- 26/06/1997 River Bend Amphitheater – Cincinnati
- 27/06/1997 Mark Of The Quad Cities – Moline
- 28/06/1997 New World Music Theater – Tinley Park
- 29/06/1997 Marcus Amphitheater – Milwaukee
- 02/07/1997 Lawrence Joel Veterans Memorial Coliseum Complex – Winston Salem
- 03/07/1997 Virginia Beach Amphitheater – Virginia Beach
- 05/07/1997 Molson Center – Montreal, Kanada
- 06/07/1997 Corel Center – Ottawa, Kanada
- 07/07/1997 Molson Amphitheater – Toronto, Kanada
- 10/07/1997 Starlake Amphitheater – Burgettstown
- 11/07/1997 Sony Blockbuster Pavilion – Filadelfia
- 12/07/1997 Trump Taj Mahal Casino Resort – Atlantic City
- 13/07/1997 Saratoga Performing Arts Center – Saratoga Springs
- 15/07/1997 Oakdale Theater – Wallingford
- 16/07/1997 Oakdale Theater – Wallingford
- 18/07/1997 Great Woods Performing Arts Center – Boston
- 19/07/1997 Great Woods Performing Arts Center – Boston
- 20/07/1997 PNC Bank Arts Center – Holmdel
- 22/07/1997 Radio City Music Hall – Nowy Jork
- 23/07/1997 Radio City Music Hall – Nowy Jork
- 25/07/1997 Radio City Music Hall – Nowy Jork
- 26/07/1997 Radio City Music Hall – Nowy Jork
- 27/07/1997 Radio City Music Hall – Nowy Jork
- 29/07/1997 Radio City Music Hall – Nowy Jork
- 30/07/1997 Radio City Music Hall – Nowy Jork
- 01/08/1997 Jones Beach Amphitheater – Wantagh
- 02/08/1997 Jones Beach Amphitheater – Wantagh
- 03/08/1997 Great Woods Performing Arts Center – Boston
- 05/08/1997 Conseco Fieldhouse – Indianapolis
- 06/08/1997 Gund Arena – Cleveland
- 08/08/1997 Bryce Jordan Center – State College
- 09/08/1997 Trump Taj Mahal Casino Resort – Atlantic City
- 10/08/1997 Meadows Music Theatre – Hartford